# Colegio Cristo Rey (Onitsha)
El Colegio Cristo Rey (en inglés: Christ the King College) popularmente conocida como CKC Onitsha, o Amaka Boys, es una escuela secundaria para varones en la localidad de  Onitsha, en el país africano de Nigeria, que fue fundada el 2 de febrero de 1933, por el fallecido arzobispo Charles Heerey, CSSP y sus compañeros misioneros irlandeses. El Obispo Heerey seguía siendo el líder de la escuela hasta su muerte, en la primavera de 1967. La misión de la escuela es el desarrollo de recursos humanos y habilidades de liderazgo  de la gran cantidad de jóvenes nigerianos en una tradición católica. El primer director de la institución fue Rev P. Leo Brolly.